# 18-й полк связи специального назначения
18-й (UKSF) полк связи — полк Королевского корпуса связи в британской армии, который обеспечивает поддержку систем связи и информации (CIS) Сил специального назначения Соединенного Королевства (UKSF). Полк находится под оперативным командованием Директора сил специального назначения и включает в себя эскадрильи связи как из Королевского корпуса связи, так и из Королевского флота .